# Schronisko w Bajków Groniu
Schronisko w Bajków Groniu (Schronisko w Białych Skałach) – jaskinia w polskich Pieninach. Wejście do niej znajduje się w Pieninkach, w południowym zboczu Bajków Groniu, ponad doliną Pienińskiego Potoku, na wysokości około 700 m n.p.m.n. Jaskinia jest pozioma, a jej długość wynosi 7 metrów. Znajduje się na obszarze Pienińskiego Parku Narodowego i jest niedostępna turystycznie.

## Opis jaskini
Jaskinię stanowi poziomy i prosty korytarzyk zaczynający się w niewielkim otworze wejściowym, a kończący namuliskiem.

## Przyroda
W jaskini można spotkać mleko wapienne i nacieki grzybkowe. Ściany są suche, brak jest na nich roślinności.

## Historia odkryć
Jaskinia była prawdopodobnie znana od dawna. Jej pierwszy plan i opis sporządzili K. Kleszyński i W. Siarzewski w 1977 roku.